# Engelbrekt (opera)
Engelbrekt is een opera in vier akten gecomponeerd door Natanael Berg.
Berg benaderde eerste Erik Axel Karlfeld voor een libretto, maar die gaf aan dat Berg dat beter zelf kon schrijven. Dat was een goede tip, want na de eerste uitvoering op 21 september 1929 onder leiding van Armas Järnefelt volgde nog een flink aantal opvoeringen. Voor een opera die zowel Zweedse als Deense gezongen taal bevat, was dat uitzonderlijk. Na die eerste uitvoering in Stockholm vonden er ook opvoeringen plaats in Helsinki en in Braunschweig. Hoofdrolspeler was tijdens de première Einar Larsson. Er was al eerder een werk geschreven over de historische Engelbrekt Engelbrektsson en wel door Jacob Niclas Ahlström. Berg raadpleegde nieuwe bronnen en kwam met een opera die plaatsvindt in zowel Denemarken als  Zweden. Daarbij is een van de centrale plaatsen weggelegd voor Vadstena.
Rollen zijn weggelegd voor
- Engelbrekt (bariton)
- Ingrid, zijn vrouw (sopraan)
- Karin, hun dochter (sopraan)
- Olof Mats Pers, (bas)
- Erik, koning van Denemarken (tenor)
- Cecilia, maîtresse van de koning (sopraan)
- Jens Eriksen, deurwaarder van de koning (bariton)
- Torkil, zijn zoon (tenor)
- Aartsbisschop Olof (bas)
- Thomas, bisschop van Strängnäs (bas)
- Knut, bisschop van Linköping
- Sigge, bisschop van Skara (tenor)
- Erik Puke (bariton)
- Karl Knutsson (bariton)
- Magnus Bengtsson (tenor)
- Pogwisch, Deens hoveling (tenor)
- Witzlau, Deens hoveling (baryton)
- Een muzikant (tenor) en
- andere rollen zoals ridders, knechten en priesters